# Critérium international 2010
La 79e édition de la course cycliste à étapes du Critérium international s'est déroulée les 27 et 28 mars 2010. L'épreuve qui était classée dans l'UCI Europe Tour 2010 est remportée par le Français Pierrick Fédrigo (BBox Bouygues Telecom).

## Présentation

### Participants
Liste de départ

#### Équipes
Caisse d'Épargne (ProTour) 

 Euskaltel-Euskadi (ProTour) 

 BMC Racing (Continentale Pro) 

 Garmin-Transitions (ProTour) 

 Team HTC-Columbia (ProTour) 

 Team RadioShack (ProTour) 

 AG2R La Mondiale (ProTour) 

 BBox Bouygues Telecom (Continentale Pro) 

 Cofidis (Continentale Pro) 

 La Française des jeux (ProTour) 

 Saur-Sojasun (Continentale Pro) 

 Bretagne-Schuller (Continentale) 

 Roubaix Lille Métropole (Continentale) 

 Astana (ProTour) 

 Skil-Shimano (Continentale Pro) 

 Vacansoleil (Continentale Pro) 

 Team Sky (ProTour)

#### Favoris
Lance Armstrong (Team RadioShack) et Alberto Contador (Astana) se croisent en compétition officielle pour la première fois depuis le Tour de France 2009,. Cadel Evans (BMC Racing) et le champion olympique Samuel Sánchez (Euskaltel-Euskadi) sont là pour disputer la victoire. D'autres grimpeurs font le déplacement en Corse, dont Maxime Monfort (Team HTC-Columbia), David Moncoutié (Cofidis), Egoi Martínez (Euskaltel-Euskadi) et Brice Feillu (Vacansoleil).
Plusieurs spécialistes du contre-la-montre, tels que Bert Grabsch, Michael Rogers (Team HTC-Columbia), David Millar (Garmin-Transitions), Thomas Lövkvist (Team Sky), Benoît Vaugrenard (La Française des jeux) et Jérôme Coppel (Saur-Sojasun), sont également de la partie.
Les autres "grands noms" de ce Critérium international sont František Raboň (Team HTC-Columbia), Alexandre Vinokourov (Astana), Yaroslav Popovych (Team RadioShack), Thomas Voeckler, Pierrick Fédrigo (BBox Bouygues Telecom) et Christophe Moreau (Caisse d'Épargne).

### Parcours
Le parcours tranche avec les années précédentes. En effet, l’étape en ligne (samedi 27 mars) part de Porto-Vecchio, passe par 4 ascensions avant arrivée au col de l'Ospedale. Le lendemain, l’étape en boucle autour de Porto-Vecchio offre des possibilités à des attaquants, sur 75 km. La course se termine par un contre-la-montre individuel technique de 7,7 km dans les rues de Porto-Vecchio.

À noter que c'est la première fois qu'Amaury Sport Organisation organise l'une de ses épreuves en Corse.

## Étapes
| Étape     | Date    | Villes étapes                     | km           | Vainqueur d'étape | Leader du classement général |
| 1re étape | 27 mars | Porto-Vecchio - Col de l'Ospedale | 175,5 km     | Pierrick Fédrigo  | Pierrick Fédrigo             |
| 2e étape  | 28 mars | Porto-Vecchio - Porto-Vecchio     | 75 km        | Russell Downing   | Pierrick Fédrigo             |
| 3e étape  | 28 mars | Porto-Vecchio - Porto-Vecchio     | 7,7 km (clm) | David Millar      | Pierrick Fédrigo             |

## Récit de la course

### 1reétape
Le début d'étape est légèrement vallonné, avec notamment deux sprints intermédiaires (km 45 et 76,5) et la côte de Roccapina (3,0 km à 4 %), dont le sommet est au km 56. À partir de la zone de ravitaillement (km 86.5), les coureurs doivent enchaîner le Viggianello (4,6 km à 5.5 %), le col de Mela (10,1 km à 6 %) et le col de Bacinu (10,0 km à 4.5 %), dont les sommets sont respectivement situés au km 92.5, 115 et 134,5. Le parcours emprunte alors une longue descente jusqu'au troisième sprint intermédiaire (km 158). Les coureurs enchaînent avec l'ascension finale, le col de l'Ospedale (14,2 km à 6.2 %).
Yann Huguet (Skil-Shimano) et Christophe Moreau (Caisse d'Épargne) attaquent en début d'étape, mais sont repris au km 8. En revanche, Cédric Pineau (Roubaix Lille Métropole) et Albert Timmer (Skil-Shimano) parviennent à prendre 10 minutes d'avance au km 35, et jusqu'à 10 minutes 30 secondes au km 39. Les BMC Racing et les Astana commencent alors la poursuite. Alberto Contador prend la troisième place du premier sprint intermédiaire (ainsi qu'une seconde de bonification). Ses coéquipiers contrôlent l'écart avec les hommes de tête, maintenu autour de 4 minutes.
Les Euskaltel-Euskadi se montrent dans le Viggianello. Leurs efforts vont rapidement payer, puisque les échappés n'ont plus 1 minute et 40 secondes d'avance au sommet. Ils sont finalement repris au km 110. Pierre Rolland (BBox Bouygues Telecom), Dimitri Champion (AG2R La Mondiale) et Brice Feillu (Vacansoleil) s'échappent alors. Leur avance ne franchit jamais la barre de la minute et ils sont repris peu après le sprint intermédiaire de Porto-Vecchio, où Alberto Contador s’empare une nouvelle fois de la troisième place. C'est donc groupé et emmenné par les Astana que le peloton aborde le col de l’Ospedale.
Blel Kadri (AG2R La Mondiale) attaque. Sergueï Lagoutine (Vacansoleil) contre immédiatement. Il parvient à prendre jusqu'à 30 secondes d'avance, mais réintègre le peloton à 3 km de l'arrivée, alors que Lance Armstrong (Team RadioShack) avait lâché prise 2 km plus tôt. David Moncoutié (Cofidis) accélère. Cela ne lui permet pas de partir, mais le groupe de tête n'est à ce moment composé plus que d'une dizaine de coureurs. Alberto Contador, notamment, est distancé. Tiago Machado (Team RadioShack) attaque, mais Pierrick Fédrigo (BBox Bouygues Telecom) parvient à prendre sa roue. Ce n'est que sous la flamme rouge que Fédrigo distance Machado. Il franchit la ligne d’arrivée en vainqueur, avec 11 secondes d’avance sur le portugais et 15 secondes sur Samuel Sánchez (Euskaltel-Euskadi), qui a réglé le sprint du groupe de favoris.
|    | Coureur            | Pays       | Équipe                |    | Temps           |
| -- | ------------------ | ---------- | --------------------- | -- | --------------- |
| 1  | Pierrick Fédrigo   | France     | BBox Bouygues Telecom | en | 5 h 19 min 45 s |
| 2  | Tiago Machado      | Portugal   | Team RadioShack       | +  | 11 s            |
| 3  | Samuel Sánchez     | Espagne    | Euskaltel-Euskadi     |    | 15 s            |
| 4  | Cadel Evans        | Australie  | BMC Racing            |    | 15 s            |
| 5  | David Moncoutié    | France     | Cofidis               |    | 15 s            |
| 6  | Matteo Carrara     | Italie     | Vacansoleil           |    | 15 s            |
| 7  | Michael Rogers     | Australie  | HTC-Columbia          |    | 15 s            |
| 8  | Christopher Horner | États-Unis | Team RadioShack       |    | 15 s            |
| 9  | Ben Hermans        | Belgique   | Team RadioShack       |    | 15 s            |
| 10 | David López García | Espagne    | Caisse d'Épargne      |    | 15 s            |

|    | Coureur            | Pays       | Équipe                |    | Temps           |
| -- | ------------------ | ---------- | --------------------- | -- | --------------- |
| 1  | Pierrick Fédrigo   | France     | BBox Bouygues Telecom | en | 5 h 19 min 35 s |
| 2  | Tiago Machado      | Portugal   | Team RadioShack       | +  | 15 s            |
| 3  | Samuel Sánchez     | Espagne    | Euskaltel-Euskadi     |    | 21 s            |
| 4  | Cadel Evans        | Australie  | BMC Racing            |    | 25 s            |
| 5  | David Moncoutié    | France     | Cofidis               |    | 25 s            |
| 6  | Matteo Carrara     | Italie     | Vacansoleil           |    | 25 s            |
| 7  | Michael Rogers     | Australie  | HTC-Columbia          |    | 25 s            |
| 8  | Christopher Horner | États-Unis | Team RadioShack       |    | 25 s            |
| 9  | Ben Hermans        | Belgique   | Team RadioShack       |    | 25 s            |
| 10 | David López García | Espagne    | Caisse d'Épargne      |    | 25 s            |

### 2eétape
Cette deuxième étape est une boucle autour de Porto-Vecchio légèrement vallonnée, avec le Pagliaggiolo (3,0 km à 3 %), dont le sommet est au km 24, un sprint intermédiaire (km 34) et un final en faux plat montant.
Dmitriy Fofonov (Astana), Jussi Veikkanen (La Française des jeux), Egoi Martínez (Euskaltel-Euskadi), Thierry Hupond (Skil-Shimano), Renaud Dion (Roubaix Lille Métropole) et Eduardo Gonzalo (Bretagne-Schuller) s'échappent au km 3,5. Ils prennent rapidement de l'avance, mais les BBox Bouygues Telecom, suppléés momentanément par les Team RadioShack, maintiennent un écart autour d'une minute.
Si l'échappée ne menace pas les leaders (Martínez, le mieux classé au départ de l’étape, est 27e à 2 minutes et 2 secondes), les Sky et les HTC-Columbia sont intéressés par la victoire d'étape. Ils déclenchent la poursuite dans les 15 derniers kilomètres. L'effet escompté est rapidement obtenu, puisque les hommes de tête n'ont plus que 12 secondes d'avance à 10 km de la ligne et sont repris 5 km plus tard.
L'étape se conclut par un sprint massif. Malgré le travail des coureurs de Vacansoleil, Russell Downing (Sky) s'impose, devant Michael Albasini (HTC-Columbia) et Pierrick Fédrigo (BBox Bouygues Telecom), qui conforte son maillot jaune et son maillot vert.
|    | Coureur          | Pays        | Équipe                  |    | Temps           |
| -- | ---------------- | ----------- | ----------------------- | -- | --------------- |
| 1  | Russell Downing  | Royaume-Uni | Sky                     | en | 1 h 42 min 20 s |
| 2  | Michael Albasini | Suisse      | HTC-Columbia            | +  | m.t             |
| 3  | Pierrick Fédrigo | France      | BBox Bouygues Telecom   |    | m.t             |
| 4  | Leonardo Duque   | Colombie    | Cofidis                 |    | m.t             |
| 5  | Florian Vachon   | France      | Bretagne-Schuller       |    | m.t             |
| 6  | Arnaud Molmy     | France      | Roubaix Lille Métropole |    | m.t             |
| 7  | Jérémie Galland  | France      | Saur-Sojasun            |    | m.t             |
| 8  | Jimmy Engoulvent | France      | Saur-Sojasun            |    | m.t             |
| 9  | Blel Kadri       | France      | AG2R La Mondiale        |    | m.t             |
| 10 | Matteo Carrara   | Italie      | Vacansoleil             |    | m.t             |

|    | Coureur            | Pays       | Équipe                |    | Temps           |
| -- | ------------------ | ---------- | --------------------- | -- | --------------- |
| 1  | Pierrick Fédrigo   | France     | BBox Bouygues Telecom | en | 7 h 01 min 53 s |
| 2  | Tiago Machado      | Portugal   | Team RadioShack       | +  | 17 s            |
| 3  | Samuel Sánchez     | Espagne    | Euskaltel-Euskadi     |    | 23 s            |
| 4  | Cadel Evans        | Australie  | BMC Racing            |    | 27 s            |
| 5  | Matteo Carrara     | Italie     | Vacansoleil           |    | 27 s            |
| 6  | Christopher Horner | États-Unis | Team RadioShack       |    | 27 s            |
| 7  | David López García | Espagne    | Caisse d'Épargne      |    | 27 s            |
| 8  | Ben Hermans        | Belgique   | Team RadioShack       |    | 27 s            |
| 9  | Michael Rogers     | Australie  | HTC-Columbia          |    | 27 s            |
| 10 | Maxime Monfort     | Belgique   | HTC-Columbia          |    | 31 s            |

### 3eétape
Ce Critérium international 2010 se termine par un contre-la-montre de 7,7 km dans les rues de Porto-Vecchio. Il comprend 10 virages. Le début du parcours emprunte 1,4 km de faux plats montants, puis des faux plats descendants. Les coureurs prendront ensuite un très léger faux plat montant jusqu'au Point de chronométrage intermédiaire (km 3,5), puis un faux plat descendant de quelques centaines de mètres. Le reste du parcours est tout plat.
David Millar (Garmin-Transitions) s'impose sur ce contre-la-montre. Pierrick Fédrigo (BBox Bouygues Telecom) conserve son maillot jaune et remporte ce Critérium international.
|    | Coureur          | Pays        | Équipe             |    | Temps      |
| -- | ---------------- | ----------- | ------------------ | -- | ---------- |
| 1  | David Millar     | Royaume-Uni | Garmin-Transitions | en | 9 min 50 s |
| 2  | Alberto Contador | Espagne     | Astana             | +  | 2 s        |
| 3  | Michael Rogers   | Australie   | HTC-Columbia       |    | 4 s        |
| 4  | Lieuwe Westra    | Pays-Bas    | Vacansoleil        |    | 9 s        |
| 5  | Beñat Intxausti  | Espagne     | Euskaltel-Euskadi  |    | 11 s       |
| 6  | Maxime Monfort   | Belgique    | HTC-Columbia       |    | 12 s       |
| 7  | Laurent Mangel   | France      | Saur-Sojasun       |    | 12 s       |
| 8  | Cadel Evans      | Australie   | BMC Racing         |    | 12 s       |
| 9  | Samuel Sánchez   | Espagne     | Euskaltel-Euskadi  |    | 13 s       |
| 10 | Tiago Machado    | Portugal    | Team RadioShack    |    | 15 s       |

|    | Coureur            | Pays        | Équipe                |    | Temps           |
| -- | ------------------ | ----------- | --------------------- | -- | --------------- |
| 1  | Pierrick Fédrigo   | France      | BBox Bouygues Telecom | en | 7 h 11 min 59 s |
| 2  | Michael Rogers     | Australie   | HTC-Columbia          | +  | 14 s            |
| 3  | Tiago Machado      | Portugal    | Team RadioShack       |    | 15 s            |
| 4  | Samuel Sánchez     | Espagne     | Euskaltel-Euskadi     |    | 19 s            |
| 5  | David Millar       | Royaume-Uni | Garmin-Transitions    |    | 19 s            |
| 6  | Cadel Evans        | Australie   | BMC Racing            |    | 22 s            |
| 7  | Christopher Horner | États-Unis  | Team RadioShack       |    | 25 s            |
| 8  | Maxime Monfort     | Belgique    | HTC-Columbia          |    | 26 s            |
| 9  | Ben Hermans        | Belgique    | Team RadioShack       |    | 35 s            |
| 10 | Beñat Intxausti    | Espagne     | Euskaltel-Euskadi     |    | 39 s            |

## Classements finals

### Classement général
|    | Cycliste           | Pays        | Équipe                |    | Temps           |
| -- | ------------------ | ----------- | --------------------- | -- | --------------- |
| 1  | Pierrick Fédrigo   | France      | BBox Bouygues Telecom | en | 7 h 11 min 59 s |
| 2  | Michael Rogers     | Australie   | Team HTC-Columbia     | +  | 14 s            |
| 3  | Tiago Machado      | Portugal    | Team RadioShack       |    | 15 s            |
| 4  | Samuel Sánchez     | Espagne     | Euskaltel-Euskadi     |    | 19 s            |
| 5  | David Millar       | Royaume-Uni | Garmin-Transitions    |    | 19 s            |
| 6  | Cadel Evans        | Australie   | BMC Racing            |    | 22 s            |
| 7  | Christopher Horner | États-Unis  | Team RadioShack       |    | 25 s            |
| 8  | Maxime Monfort     | Belgique    | Team HTC-Columbia     |    | 26 s            |
| 9  | Ben Hermans        | Belgique    | Team RadioShack       |    | 35 s            |
| 10 | Beñat Intxausti    | Espagne     | Euskaltel-Euskadi     |    | 39 s            |

### Classements annexes

#### Classement par points
|   | Cycliste         | Équipe                | Points |
| - | ---------------- | --------------------- | ------ |
| 1 | Pierrick Fédrigo | BBox Bouygues Telecom | 25     |
| 2 | David Millar     | Garmin-Transitions    | 15     |
| 3 | Russell Downing  | Team Sky              | 15     |

#### Classement du meilleur grimpeur
|   | Cycliste         | Équipe                  | Points |
| - | ---------------- | ----------------------- | ------ |
| 1 | Pierre Rolland   | BBox Bouygues Telecom   | 12     |
| 2 | Cédric Pineau    | Roubaix Lille Métropole | 10     |
| 3 | Dimitri Champion | AG2R La Mondiale        | 8      |

#### Classement du meilleur jeune
|   | Cycliste        | Équipe            | Temps              |
| - | --------------- | ----------------- | ------------------ |
| 1 | Tiago Machado   | Team RadioShack   | en 7 h 12 min 14 s |
| 2 | Ben Hermans     | Team RadioShack   | + 20 s             |
| 3 | Beñat Intxausti | Euskaltel-Euskadi | + 25 s             |

#### Classement par équipes
|   | Équipe            | Pays       | Temps               |
| - | ----------------- | ---------- | ------------------- |
| 1 | Team RadioShack   | États-Unis | en 21 h 37 min 12 s |
| 2 | Caisse d'Épargne  | Espagne    | + 1 min 19 s        |
| 3 | Team HTC-Columbia | États-Unis | + 1 min 29 s        |

## Évolution des classements
| Étape              | Vainqueur          | Classement général | Classement par points | Classement de la montagne | Classement du meilleur jeune | Classement par équipes |
| ------------------ | ------------------ | ------------------ | --------------------- | ------------------------- | ---------------------------- | ---------------------- |
| 1                  | Pierrick Fédrigo   | Pierrick Fédrigo   | Pierrick Fédrigo      | Pierre Rolland            | Tiago Machado                | Team RadioShack        |
| 2                  | Russell Downing    | Pierrick Fédrigo   | Pierrick Fédrigo      | Pierre Rolland            | Tiago Machado                | Team RadioShack        |
| 3                  | David Millar       | Pierrick Fédrigo   | Pierrick Fédrigo      | Pierre Rolland            | Tiago Machado                | Team RadioShack        |
| Classements finals | Classements finals | Pierrick Fédrigo   | Pierrick Fédrigo      | Pierre Rolland            | Tiago Machado                | Team RadioShack        |